# Agua de Valencia

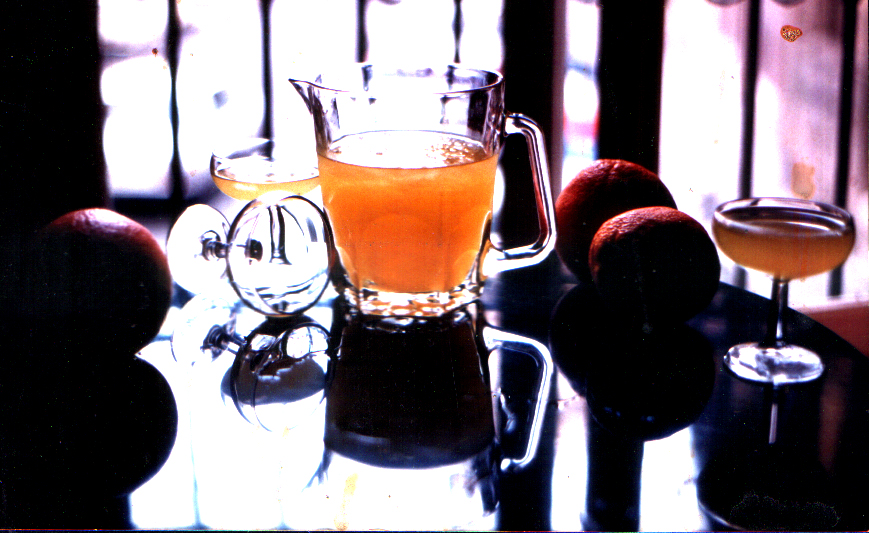
Kan met Agua de Valencia

Agua de Valencia (es)  of aigua de València (ca)  (Valenciaans water) is een cocktail die gemaakt wordt op basis van cava, sinaasappelsap, wodka, gin en suiker. De cocktail werd voor het eerst gemaakt in 1959 door Constante Gil in de bar Café Madrid de Valencia in Valencia, Spanje. 
Volgens het boek van María Ángeles Arazo "Valencia Noche" werd de bar in die tijd vaak bezocht door een groepje Baskische reizigers die "Agua de Bilbao" bestelden om de beste cava van de bar te bestellen. Aangezien ze het beu waren om altijd hetzelfde te bestellen, daagden ze de eigenaar van de bar uit om hen iets nieuws aan te bieden, wat zij "Agua de Valencia" noemden. Ze gingen akkoord met wat Gil gemaakt had en ze vonden het lekker, waardoor ze het in hun volgende bezoeken bleven drinken. Pas in de jaren 1970 werd de drank bekend bij het grote publiek.